# Clinocera monticola
Clinocera monticola är en tvåvingeart som beskrevs av Sinclair 2000. Clinocera monticola ingår i släktet Clinocera och familjen dansflugor. Inga underarter finns listade i Catalogue of Life.